# Чьяпа-де-Корсо
Чьяпа-де-Корсо (исп. Chiapa de Corzo) — город в Мексике, штат Чьяпас, входит в состав одноимённого муниципалитета и является его административным центром. Численность населения, по данным переписи 2020 года, составила 55 931 человек.

## Название
Название города составное: Chiapa с астекского языка можно перевести как — река под горой, а Corzo — дано в честь губернатора штата Чьяпас 1855—1861 годов — Анхеля Альбино Корсо.
Прежние имена — Вилья-Реаль-де-Чьяпа, Вилья-Чьяпа, Чьяпа.

## История
Поселение было основано 1 марта 1528 года капитаном Диего Масарьегосом под названием Вилья-Реаль-де-Чьяпа.
7 июня 1833 года поселение переименовывается в Вилья-Чьяпа. 27 марта 1851 года губернатор Фернандо Николас Мальдонадо присваивает ему статус города с названием Чьяпа, а 29 декабря 1881 года к названию города добавилась фамилия Анхеля Альбино Корсо.

## Население
| 2010   | 2020    |
| ------ | ------- |
| 45 077 | ↗55 931 |

## Достопримечательности, памятные места
Фонтан Ла-Пила